# José Gimeno Agius
José Gimeno Agius (Sogorb, Alt Palància 1835 - 1901) fou un advocat, economista i polític valencià, diputat a Corts durant el sexenni democràtic.

## Biografia
Durant el bienni progressista va fundar El Imparcial i va col·laborar a diversos diaris valencians de tarannà democràtic com La Revista de España. El 1861 es llicencià en dret per la Universitat de València.
Un cop triomfà la revolució de 1868 fou secretari particular de Laureà Figuerola i Ballester en el Ministeri d'Hisenda i fou elegit diputat del Partit Progressista pel districte de Castelló de la Plana a les eleccions generals espanyoles de 1869. De 1870 a 1873 fou Interventor General d'Hisenda a les Filipines, càrrec que repetirà de 1891 a 1895, i el 1883 fou nomenat Inspector General d'Hisenda. Adscrit a Izquierda Dinástica, a les eleccions generals espanyoles de 1898 es presentà com a candidat del Partit Liberal Fusionista, però fou derrotat per Juan Navarro Reverter

## Obres
- La división territorial de España
- Población y comercio de Filipinas (1884)
- Comercio exterior de España (1888)
- El comercio exterior de Filipinas (1878)
- Usos y abusos de la estadística (1882)
- Reformas de la ortografía castellana (1896)
- La criminalidad en España (1886)